# Orobanche alba
Orobanche alba es una planta de la familia Orobanchaceae.

## Descripción
Planta de hasta 60 cm de altura, parásita de Thymus y otras labiadas, glandular-pubescente y, de ordinario, de una tonalidad pupúrea. Hojas lanceoladas de no más de 2 cm Flores rojo purpúreas, amarillas o blanquecinas, olorosas. Filamentos de los estambres muy pelosos. Estigma rojo o púrpura. Labio inferior de la corola glandular ciliado, con abundantes pelos oscuros.

## Hábitat
Parásita de otras plantas.

## Distribución
Europa.